# EFS-kyrkan, Luleå
EFS-kyrkan är en kyrkobyggnad som ligger i centrum av Luleå, vilken tillhör EFS Luleå.

## Historik
Luleå stads missionsförening bildades år 1880, vilken anslöt till EFS. År 1882 ordnades en första missionsauktionen som inbringade 240 kr, vilket tillsammans med gåvor blev finansiering att bygga det blivande bönhuset, som kostade sammanlagt 4200 kr att bygga. Då hela Luleå brann ned år 1887, brann även bönhuset ned.
Den 18 augusti 1889 invigdes det andra bönhuset som kom att kallas för Sjömanskapellet. Tillbyggnad i tre våningar tillkom 1979 och kyrkan bytte då namn till EFS-kyrkan.